# Hôtel Kinsky
El hotel Kinsky es un hôtel particulier ubicada en no 53 rue Saint-Dominique en París, en el 7 municipio Es una residencia de la familia principesca al Thani.

## Historia
No queda nada del hotel construido en 1769 por Claude-Nicolas Ledoux para el presidente de Gourgues. El actual, muy rediseñado, incluye en la planta baja un gran salón que ha conservado una decoración del XVIII ejecutado para la princesa Kinský, propietaria en 1773, en particular un techo pintado en 1779 por Simon Julien. En 1801 fue alquilado por tres años al escritor inglés William Beckford, perteneciendo entonces al mariscal Lannes. En el siglo XIX fue la residencia del escritor Charles de Pomairols, que aquí tenía un salón literario. 
Fue comprado en 1919 por el banquero y parlamentario Louis Louis-Dreyfus, quien realizó obras en el edificio de la calle. Requisado durante la Ocupación, el hotel pasó a ser propiedad estatal en 1945. Después de haber albergado los departamentos del Ministerio de Cultura, dirección de música, danza, teatro y espectáculos, fue puesto a la venta por el Estado en septiembre de 2006 y fue comprado por la familia gobernante de Catar, por la suma de 28 millones de euros, la mitad de lo estimado. Construido sobre una parcela de 4137 m2 , el hotel, con una superficie de 3509 m2, incluye un parque ajardinado de 2400 m2 con una gruta artificial y estanque.